# Ключи (Ирбитское муниципальное образование)
Ключи — село в Ирбитском муниципальном образовании Свердловской области России.

## География
Село Ключи расположено в 20 километрах (по автотрассе в 22 километрах) к северу-северо-западу от города Ирбита, на правом берегу реки Ницы. Через село проходит автодорога Алапаевск — Ирбит. Почва около села преимущественно чернозёмная; отчасти глинистая.

## История села
Село получило своё название из-за множества ключей, находящихся в центре села.
В XIX—XX веках главным занятием сельчан было хлебопашество, а подспорным — скотоводство и птицеводство.

### Рождество-Богородицкая церковь
В 1867 году была построена каменная трёхпрестольная церковь, главный храм которой был освящён в честь Рождества Пресвятой Богородицы в 1867 году, придел был освящён в честь великомученика Георгия Победоносца в 1859 году, придел был освящён во имя мучеников Флора и Лавра в 1887 году. Церковь была обнесена каменною оградою с мраморными столбиками и железными решётками. Для помещения причта имелись пять домов; все они находились на общественных усадьбах. Церковь была закрыта в 1930 году, позже была снесена.

### Школа
В 1900 году в селе уже существовало земское начальное народное училище.

## Население
| 2002 | 2010 | 2021 |
| ---- | ---- | ---- |
| 669  | ↘608 | ↘445 |